# Szilágysámson
Szilágysámson (románul: Șamșud) falu Romániában, Szilágy megyében, tövisháti település az Árpád-korból.

## Fekvése
Szilágy megyében, Kusalytól északnyugatra fekvő település. Fekvése már-már festői, két szemben álló dombon, egy völgykatlanban, mely nyugatra a Mázsa patak mentén nyitott. 
Elérhető a Zilah–Szatmár E81-es főútról Ököritó előtt jobbra fordulva a 20. km-nél, 7 km-re a letérőtől. többségben magyarok lakják, de vannak romák és néhányan románok is.

## Története
Szilágysámson nevét 1366-ban említették először a korabeli oklevelek Sampson, Sampsond néven, majd 1430-ban már Sámson néven írták. Petri Mór szerint nevének változatai: Samson (1366), Sampson, Sampsond (1430), Sámson (1451), Sámsond (1480), Samsion (1549). Első említése 1366-ból való, amikor I. Nagy Lajos király Sámsoni Péter birtokát (nem lévén utódja) a kusalyi Jakcs mesternek ajándékozza. A sámsoni szántóföldeket, szőlőket, kaszálókat, erdőket birtokolták a kusalyi Jakcsok, a sámsoni Körösiek, a Sarmaságiak, a Sándorháziak, majd 1600-as évektől a Wesselényiek. A Korösi családot 1451. március 15-én iktatják be Sámson birtokaiba. E család perel a Sarmaságiakkal, sot a kövesdi Kemény famíliával is. 1626-ban Kraszna vármegyéhez tartozott és ennek kincstára publikáltatni akarta a birtokot, végül a Körösi család özvegyei és leszármazottai megnyerték a pert. 1657-ben Maksai Ferenc és neje Vid Zsuzsánna birtoka volt, aki Bagosi Zsigmondnak és nejének Borbély Annának zálogosította el. 1697-ben Vid Zsigmondé volt, aki Mocsolyai Veres Ferencnek adta zálogba. A falu lakossága 1715-ben 72, 1720-ban 171, 1847-ben 1039 ( 304 görögkatolikus, 735 református), 1869-ben 1226, 1890-ben 1150 ( 998 magyar, 1 tót, 138 oláh, 13 egyéb nyelvű, ebből 48 római katolikus, 152 görögkatolikus, 910 református, 2 unitárius, 38 izraelita), 1977-ben Mocsolyával együtt 1988, 1992-ben 1207 fő (1006 református, 120 baptista, 51 roma, 30 ortodox).
Nagy múltú a sámsoni felekezeti és állami oktatás is. A felekezeti oktatás már az 1700-as évek elejétől működött, s a rektor létezéséről is 1784-ben már van adat. 1895-ben három tanerős állami oktatást szerveztek, s ugyanekkor falusi mintaóvodát. A két világháború között is működött általános iskola, akkoriban hatosztályos, a tanügyi reform (1948) bevezetése után rövid időre megszervezik a hétosztályos iskolai oktatást, majd a nyolcosztályost, mely ma is működik helybéli és ingázó tanárokkal a Szikszai Lajos Általános Iskola tantermeiben.
A sámsoniak elvándorlása korán megkezdődött, ezért az ifjúsági demográfiai csúcs elmaradt a szomszédos falvakétól, de az elemi iskolai osztályokban mindig volt és van elég tanuló.
A szilágysámsoni határ alkalmas szőlő- és gyümölcstermesztésre. Ezt az egykori szocialista mezőgazdasági vezetők is felismerték, betelepítvén a déli oldalt oltott szőlővel, egy olyan faluban, ahol a szőlőtermesztési kultúra amúgy is igen magas. A tövisháti falvak közül itt a legegységesebb a pincekultúra, legváltozatosabbak a szőlőfajták, s ebből következik a bor jó minősége is.
Néprajzi vonatkozásban is gazdag a falu. Almási István 69 népdalt vett fel a gyűjtésébe és több népi zenekart nagyra értékelt. Egyébként is, szinte minden területén a néprajznak, neves kutatók jártak itt elismeréssel szóltak a sámsoniakról. 
Szilágysámson a trianoni békeszerződés előtt Szilágy vármegye Zilahi járásához tartozott.

## Nevezetességek
- Mihók-fej: a románok azt tartják, hogy Mihók betyár volt, aki ezen a helyen van eltemetve, ezért a fejnek nevezett földhalom.
- Rákóczi-fa: óriási tölgyfa helye, amelyet II. Rákóczi Ferencről neveztek el, ki 1705-ös zsibói csata után visszavonulóban itt pihent meg.

## Református templom
A sámsoniak Bethlen Gábor fejedelemsége alatt tértek a református hitre Markó Dániel tiszteletes idejében. A templom építésének ideje ismeretlen, tudjuk viszont Petri Mórtól, hogy 1748-ban már állott, és ekkor zsindellyel fedték be, s azt is, hogy 1837-ben építették a tornyot kőből. A templom falain freskók voltak, melyeket az 1800-as évek elején bemeszeltek. Az 1972-73-as nagy javításkor derült ki, hogy van a falban egy gótikus ablak maradványa, ez bizonysága a templom XIV-XV. századi eredetének. 
A legrégibb harang 1652-ből való, felirata:" Anno Domini MDCLII In honorem dei fundit me Georgius Wien in Epperjes". Súlya 300 kg, magassága 54 cm, az alsó sugár 70 cm. A másik két harangot Klein Oszkár öntötte 1924-ben Kudzsiron. A feliratuk ugyanaz: Isten dicsőségére öntötték a szilágysámsoni református egyházközség tagjai az Úrnak 1924-dik esztendejében. E két harangot azoknak a helyébe öntötték, melyeket az 1848-as szabadságharc, illetve az első világháború idején vittek el. Ezek közül az egyiket ilosvai Borbély János gondnoksága idején öntötték, a másikat 1830-ban közadakozásból. Nagyszámú klenódiumai kiemelkedik egy 1721-ből származó kehely:" A Szilágy Sámsoni ecclésiához Ilosvai Borbély János és felesége Dobai Krisztina maguk költségekkel tsináltatták in anno 1721 Die 18 Augusti". Keresztelőkanna aláhasználatos kistányérral :"K. D. Nagy Pál csináltatta Isten dicsőségére és a Sz. Sámsoni R. ecclésia szükségére 1723. esztendőben. két úrvacsorai kenyérkosár és hozzá tartozó tálca, melyeken nem található felirat. Három úrasztali terítő, közülük az egyik felirata: "Sz. V. Szikszai Lajos királyi tanácsos, Szilágyi vármegye alispánja és neje K. Nagy Ágnes ajándékozta a sz. sámsoni ev. ref. egyháznak 1893". 
1856-ban készült toronyóra. A 10 regiszteres orgonát Jónás István építette felirata szerint. A templom tengelye Ék-dny-i, a délnyugati, homlokzat előtti torony 32 m magas, a belső 8x21 m-es, az oldalhajó 5x5 m-es, összesen 300 ülőhellyel.
Lelkészei: Markó Dániel-1620 körül, Káli Gáspár, Bajomi Illés, Papi István, Szathmári Mihály-1666, Tolcsvai Mihály-1700 után, Jenei György-1712-13, Ákosi Sebestyén-1700 első felében, Hunyadi István-1735, Berkes István-1737, Péli István, Zilahi Veendi Pál-1754, Kassai János-1769-ben már itt volt, segédje volt Diószegi Mihály-1784, Dombi János esp.-1800-tól, Debreczeni Sámuel-1808-tól, Kiss János-1816-tól, Csoma József-1837-től, Dombi Lajos-1847-től, Kozma Ferenc-1871-től, Pálúr Miklós-1910-48, Virág Károly-1948-49, Tatár Mihály-1949-58, Dr. Horváth László-1958-60, Püsök József-1961-99, Szász Bálint Róbert 1999-től napjainkig.

## A falu szülöttje:Szikszai Lajos
Szilágy vármegyének egyik legnagyobb alakja: történettudós alispán, országgyűlési képviselő, a szabadságharc honvédszázadosa. 
Szilágysámsonban született 1825. november 25-én magyar köznemesi családban. Szülei: Szikszai Imre és Petkes Imre Anna, akik vallásosságot, egyszerűséget, a szép, nemes és jó iránt való érdeklődést tanították meg fiuknak. Iskolai tanulmányait szülőfalujában kezdte, a harmadik gimnáziumi osztálytól Zilahon folytatta, ahol 1840-ben avatták diákká. 1844-ben iratkozott be Kolozsváron a jogi egyetemre. 1846-ban Nagyszebenben németül tanult tovább. Tanulmányait 1848-ban fejezte be. Tanulmányai végeztével alig léphetett a békés munka útjára, - írja életrajzírója, Petri Mór, mivel „a magyar haza érdeke a lángoló szívű, bátor ifjút fegyverbe szólította”. 1848. május 28-án Nagyváradon a 3. honvédzászlóaljba közlegényként állott be, ahol később érdemeiért honvédszázadosi rangot kapott. Részt vett a Szenttamásnál 1848. július 14-én, a Szolnoknál 1849. március 5-én, a Tápióbicskénél 1849. április 4-én vívott csatákban. Hegyesi Márton hiteles adatok alapján állítja, hogy az, aki a kilencedik zászlóalj zászlaját kezébe ragadta s a harmadik zászlóaljat átvezette a Tápió hídján, nem Földváry Károly volt (akit a legendák hőseként, golyó-nem-fogottként ismertek), hanem Szikszai Lajos. Ebben a tápió-bicskei csatában tanúsított hősiességével jutott a katonai érdemjelhez, a századosi ranghoz, melyet a komáromi várban sajátkezűleg tűzött mellére Görgei Artúr tábornok 1848. április 23-án. Ott volt április 6-án az isaszegi, 10-én a váci, 19-én a nagysarlói csatákban, május 2-án Buda ostrománál, június 20-án Szereden, július 2-án Komárom előtt Ó-Szőny visszavételénél. Itt volt utolsó fényes hadi tette annak a zászlóaljnak, amelynek hősiességét Kossuth Lajos is szépen jutalmazta. Amikor az isaszegi csata után a sereg Gödöllőn át Vác felé vonulva Kossuth, Görgei és az egész táborkar előtt elvonult, így szólt Kossuth a harmadik zászlóalj közeledtére: „Urak, a harmadik zászlóalj közeledik, le a kalappal”, amire Kossuth és az ott lévő emberek levett kalappal szemlélték a hősök elvonulását. A világosi fegyverletétel után Szikszai Lajost büntetésből az Olmützben állomásozó 54. császári morva seregbe sorozták be kényszermunkára. Kiszabadulva, hazatért szüleihez és feleségül vette Kaáli Nagy Ágnest. Politikai pályafutása 1861-ben kezdődött, amikor a diósadi járás alszolgabírójává választották. A politikai viszonyok megváltozásával otthagyta munkahelyét, 1862-ben ügyvédi oklevelet szerzett, Zilahon irodát nyitott és az egyik legkeresettebb ügyvéd lett. A Wesselényi család ot bízta meg az ál-Wesselényi (Balla) ellen folytatott perével, aminek sikere országos hírnevet szerzett neki. 1875-ben a zilahi választókerület Szilágy vármegye országgyűlési képviselőjévé választotta. 1881-ig képviselte ezt a kerületet, de utána visszavonult a politikai élettől irodájának aktái, ügyei közé. Még nagyobb népszerűséget szerzett azzal, hogy megnyerte Zilah városát meggyőző, tudományos érvelésével vármegyei székhelynek.(Máskülönben Szilágysomlyó lett volna a megyeszékhely.) Szilágy vármegye nagyon lelkesedett érte és 1883. december 18-án közfelkiáltással alispánná választotta. 1884 január elsején foglalta el állását. Mindenhol megtaláljuk tervező szellemének, alkotó erejének nyomait. Nagyon érdekelte a közélet. Azt a haladást, fejlődést amely Zilah életében bekövetkezett jórészt neki köszönhetjük. A vármegyében az első vasútnak, a szilágyságinak, azután a zilah-dési összeköttetésnek létesítése, a vármegyei székház újjáépítése, a törvényszéki palota (ma a városi polgármesteri hivatal) fölépítése, 1893-ban vármegyénknek kulturális előhaladásában a három százalékos törvényhatósági pótadó megszavaztatása, azután a vármegyei közkórház emelése is neki köszönhető. Különböző egyletek elnöki tisztségét töltötte be. Ezek közül a szilágyvármegyei Wesselényi-Egyesület, a szilágyvármegyei Gazdasági-Egyesület, a Múzeumi-Egyesület és a Dalkör érdekében sokat tett. Ő bízza meg Petri Mórt Szilágy vármegye monográfiájának elkészítésével. A vármegye gazdasági fejlődéséhez a téglagyár felépítésével, az első vármegyei vasút létesítéséhez és a vásárcsarnok építéséhez járult nagyban hozzá. Megnyitja a Népkertet, színháztermet és kaszinót építtet. Az oktatás fejlesztéséért óvodákat építtet és anyanyelvi iskolákat indít a szórványban élő gyermekeknek. A kezdetben még 100 ágyas vármegyei kórházat, ami működését 1893-ban kezdte meg, o építtette. 1889-ben királyi tanácsosi címmel ruházták fel. Őt nevezik a Wesselényi szobor „dajkájának”, mivel ő kereste meg Fadrusz János szobrászt, tárgyalt vele a szobor elkészítéséről és előteremtette hozzá a pénzt. Az ő létesítménye a Millenniumi emlékmű (Turul vagy Pogány-oltár néven ismert), amely a honfoglalásnak állít emléket, és amely sajnos 1968 egyik nyári éjszakáján eltűnt. Szenvedélyesen gyűjtötte a régészeti tárgyakat, régi dokumentumokat és könyveket. Oklevelekből, régészeti tárgyakból, érmekből, pénzekből egy egész hatalmas gyűjteményt hagyott hátra, ami halála után a Wesselényi került. Még életében 602 kötetet adományozott a Kollégium könyvtárának. Megírta Wesselényi Miklós életrajzát, amit a Wesselényi szobor avatásakor olvasott fel. A helyi lapban, a Szilágyságban apró közleményeket, cikkeket, családtörténeti írásokat jelentetett meg. 1897.  augusztus 31-én halt meg. A zilahi temetőben nyugszik. Dr. Berger János emelte szobrát a vármegyei közkórház kertjében, amelyet 1904. november 6-án lepleztek le.